# Isidor Högfeldt
Johan Fredrik Isidor Högfeldt, född 8 augusti 1824, död 26 januari 1874, var en svensk skådespelare, teaterregissör och översättare.
Han var 1842–1859 engagerad i olika teatersällskap; på Nya teatern i Stockholm (1842–1843), hos Erik Wilhelm Djurström (1846–1847) och hos Carl Gustaf Hessler (1853–1857), vid Mindre teatern (1857–1858) och vid Ladugårdslandsteatern på Östermalm i Stockholm (1858– 
1859), där han blev föreståndare 1859–1860. Han verkade därefter i Finland med ett eget sällskap 1860–1861 och som regissör och artistisk direktör för Stående teatern i Helsingfors 1861–1863. Åter i Sverige blev han andre regissör samt översättare och bearbetare vid Dramatiska teatern i Stockholm 1863–1874.
Bland roller han spelade kan nämnas Linong i Femhundra riksdaler banco och von Specht i Lifvets bästa ton. Isidor Högfeldt är begravd på Norra begravningsplatsen utanför Stockholm.